# صلاح‌الدین بصیر
صلاح‌الدین بصیر (عربی: صلاح الدين بصير؛ زادهٔ ۵ سپتامبر ۱۹۷۲) یک بازیکن فوتبال اهل مراکش بوده است.
وی در تیم ملی فوتبال مراکش ۵۲ بازی انجام داده است و عضو این تیم در جام جهانی فوتبال ۱۹۹۸ بوده است.